# Преображенська (станиця)
Преображенська (рос. Преображенская) — станиця у Кіквідзенському районі Волгоградської області Російської Федерації. Адміністративний центр району.
Населення становить 5533  особи. Входить до складу муніципального утворення Преображенське сільське поселення.

## Історія
Станиця розташована у межах українського історичного та культурного регіону Жовтий Клин.
Станиця заснована 1851 року.
Згідно із законом від 10 грудня 2004 року № 967-ОД органом місцевого самоврядування є Преображенське сільське поселення.

## Населення
| 2002 | 2010  |
| ---- | ----- |
| 5463 | ↗5533 |